# Соловецкое (Костромская область)
Солове́цкое — село в Октябрьском районе Костромской области России. Входит в состав Покровского сельского поселения.

## География
Село находится в северо-восточной части Костромской области, в пределах южного склона холмистой возвышенности Северные Увалы, в подзоне южной тайги, на берегах реки Белая, на расстоянии приблизительно 16 км (по прямой) к северо-востоку от села Боговарово, административного центра района. Абсолютная высота — 166 м над уровнем моря.

### Климат
Климат характеризуется как умеренно континентальный, с продолжительной холодной зимой и относительно жарким летом. Среднегодовая температура воздуха — 1,8 °C. Средняя температура воздуха самого холодного месяца (января) — −11,8 °C (абсолютный минимум — −39 °C); самого тёплого месяца (июля) — 17,4 °C (абсолютный максимум — 36 °С). Годовое количество атмосферных осадков — 624 мм, из которых 462 мм выпадает в период с апреля по октябрь. Снежный покров устанавливается в середине ноября и держится в течение 167—175 дней.

### Часовой пояс
Село Соловецкое, как и вся Костромская область, находится в часовой зоне МСК (московское время). Смещение применяемого времени относительно UTC составляет +3:00.

## Население
| 2008 | 2010 | 2014 |
| ---- | ---- | ---- |
| 272  | ↘220 | ↗247 |

### Национальный состав
Согласно результатам переписи 2002 года, в национальной структуре населения русские составляли 98 % из 269 чел.